# キーンベック病
キーンベック病(Kienböck disease)とは、手の月状骨に血液を供給している血管に障害が起こり、月状骨に血流が送られなくなって骨が壊死する病気である。手首を酷使する職業の人が多く罹患する病気である。月状骨軟化症（げつじょうこつなんかしょう）とも言われる。

## 症状
手首の付け根の中央が痛み始め、最終的には手首の甲側が腫れて、こわばりが起こる。大半はきき手側だけに壊死が起こるが、両手に起こる場合もある。

## 治療
月状骨への圧迫を緩めるための手術が行なわれる。